# UK Open 2012
Die Speedy Services UK Open 2012 waren ein Ranglistenturnier im Dartsport und wurden vom 7. bis zum 10. Juni 2012 zum 10. Mal von der Professional Darts Corporation (PDC) veranstaltet. Austragungsort das Reebok Stadium in Bolton.
Seinen 1. PDC-Major-Titel gewann Robert Thornton, der im Finale Phil Taylor mit 11-5 besiegen konnte.

## Format
An dem Turnier nahmen insgesamt 178 Spieler teil. Das Teilnehmerfeld setzte sich aus den 114 bestplatzierten Spieler der UK Open Order of Merit, den 32 Gewinnern  der Riley Qualifiers und den 32 Gewinnern von 7 regionalen Speedy Qualifikationsturnieren zusammen. Das Turnier wurde ohne Setzliste gespielt.
Die Vorrunde trugen 50 Spieler, die sich über die Qualifikationsturniere qualifiziert hatten oder unter den letzten 50 Plätzen der UK Open Order of Merit waren, aus. Die restlichen Spieler beider Blöcke starteten in der ersten Runde. In der zweiten Runde kamen neben den 32 Siegern der ersten Runde die Plätze 33 bis 64 des UK Open Order of Merit hinzu. Die 32 bestplatzierten Spieler stiegen in der dritten Runde ein.
Das Turnier wurde im K.-o.-System gespielt. Die Vorrunde sowie die ersten beiden Runden fanden am 7. Juni statt. Spielmodus in der Vorrunde, 1. Runde und 2. Runde war ein best of 9 legs. In der 3. und 4. Runde sowie im Achtelfinale wurde ein best of 17 legs-Modus gespielt. Die Viertel- und Halbfinalbegegnungen wurden in best of 19 legs ausgetragen. Das Finale der UK Open 2012 wurde in best of 21 legs gespielt.

## Preisgeld
Bei dem Turnier wurden insgesamt £ 200.000 an Preisgeldern ausgeschüttet. Das Preisgeld verteilte sich unter den Teilnehmern wie folgt:
| Position (Anzahl der Spieler) | Position (Anzahl der Spieler) | Preisgeld |
| ----------------------------- | ----------------------------- | --------- |
| Gewinner                      | (1)                           | £ 40.000  |
| Finalist                      | (1)                           | £ 20.000  |
| Halbfinalisten                | (2)                           | £ 10.000  |
| Viertelfinalisten             | (4)                           | £ 6.000   |
| Achtelfinalisten              | (8)                           | 0£ 4.000  |
| Verlierer der 4. Runde        | (16)                          | 0£ 2.000  |
| Verlierer der 3. Runde        | (32)                          | 0£ 1.000  |
| Verlierer der 2. Runde        | (32)                          | 0000£0    |
| Verlierer der 1. Runde        | (32)                          | 0000£ 0   |
| Verlierer der Vorrunde        | (10)                          | 0000£ 0   |

## Teilnehmer
Für die UK Open 2012 waren folgende 178 Spieler qualifiziert:
- Die 114 erstplatzierten Spieler der UK Open Order of Merit, die aus den acht Qualifikationsturnieren, den UK Open Qualifiers 2012, erstellt wurde.
- Die 32 Gewinner der Riley Qualifiers
- Die 32 Gewinner der Speedy Qualifiers – 7 regionale Turniere

PDC UK Open Order of Merit
Plätze 1–32
- 1.  Raymond van Barneveld
- 2.  Wes Newton
- 3.  Phil Taylor
- 4.  Terry Jenkins
- 5.  Andy Smith
- 6.  Michael van Gerwen
- 7.  Brendan Dolan
- 8.  Justin Pipe
- 9.  Simon Whitlock
- 10.  Andy Hamilton
- 11.  Kim Huybrechts
- 12.  Dave Chisnall
- 13.  Dean Winstanley
- 14.  Colin Lloyd
- 15.  Vincent van der Voort
- 16.  Robert Thornton
- 17.  Ian White
- 18.  Michael Smith
- 19.  Dennis Smith
- 20.  Kevin Painter
- 21.  Jamie Caven
- 22.  Joe Cullen
- 23.  Mark Jones
- 24.  Dennis Priestley
- 25.  Adrian Lewis
- 26.  James Hubbard
- 27.  Richie Burnett
- 28.  Darren Webster
- 29.  Richie Howson
- 30.  Gary Anderson
- 31.  John Part
- 32.  Kevin Dowling

Die Top 32 stiegen in der 3. Runde ein.
PDC UK Open Order of Merit
Plätze 33–64
- 33.  Prakash Jiwa
- 34.  Shaun Griffiths
- 35.  Colin Osborne
- 36.  Roland Scholten
- 37.  Ronnie Baxter
- 38.  Mark Hylton
- 39.  Andrew Gilding
- 40.  James Wade
- 41.  Jelle Klaasen
- 42.  Alex Roy
- 43.  Peter Wright
- 44.  Stuart White
- 45.  Devon Petersen
- 46.  Peter Hudson
- 47.  Johnny Haines
- 48.  Darren Johnson
- 49.  Mark Webster
- 50.  Stuart Kellett
- 51.  Keith Stephen
- 52.  Mark Walsh
- 53.  William O’Connor
- 54.  James Richardson
- 55.  Antonio Alcinas
- 56.  Jim Walker
- 57.  Mervyn King
- 58.  Alan Tabern
- 59.  Michael Mansell
- 60.  Andy Brown
- 61.  Matthew Edgar
- 62.  Scott Rand
- 63.  Co Stompé
- 64.  Mareno Michels

Die Spieler der Plätze 33–64 stiegen in der 2. Runde ein.
PDC UK Open Order of Merit
Plätze 65–114
- 65.  Matt Clark
- 66.  Arron Monk
- 67.  Wayne Jones
- 68.  Paul Nicholson
- 69.  John Henderson
- 70.  Terry Temple
- 71.  Ted Hankey
- 72.  Steve Beaton
- 73.  Andrew Cornwall
- 74.  Steve Farmer
- 75.  Nigel Heydon
- 76.  Adam Hunt
- 77.  Liam Kelly
- 78.  Jamie Lewis
- 79.  Joey Palfreyman
- 80.  Dyson Parody
- 81.  Ross Smith
- 82.  Adam Smith-Neale
- 83.  Gino Vos
- 84.  Brian Woods
- 85.  Gareth Cousins
- 86.  Connie Finnan
- 87.  Adrian Gray
- 88.  Sam Hill
- 89.  Andy Jenkins
- 90.  Josh Jones
- 91.  Dave Ladley
- 92.  Tony Littleton
- 93.  Kevin McDine
- 94.  Bernd Roith
- 95.  Mark Stephenson
- 96.  Michael Barnard
- 97.  Jon Bott
- 98.  John Bowles
- 99.  Steve Brown
- 100.  Jason Crawley
- 101.  Steve Evans
- 102.  Mark Frost
- 103.  Toon Greebe
- 104.  Stephen Hardy
- 105.  Jerry Hendriks
- 106.  Steve Hine
- 107.  Mark Lawrence
- 108.  Steve Maish
- 109.  Joe Murnan
- 110.  Denis Ovens
- 111.  John Scott
- 112.  Damien Sherwood
- 113.  Mick Todd
- 114.  Tony West

Die Spieler starteten in der Vorrunde oder in der 1. Runde.
Rileys Qualifiers
- Jason Wilson
- Andy Parsons
- Gus Santana
- Scott Robertson
- Mark Barilli
- Stuart Anderson
- Mark Layton
- Tony Cooper
- Stephen Bunting
- Kevin Simm
- Jamie Robinson
- Jamie Ellam
- Glen Durrant
- Dan Russell
- Tom Gregory
- Shayne Burgess
- Davey Dodds
- Rob Hawker
- Ben Burton
- John Nelson
- Dean Stewart
- Harry Miles
- Tony Broughton
- Marc Dewsbury
- Lee Bryant
- Andy Roberts
- Kevin Rimmer
- Jamie Hughes
- Geoff Heath
- Scott Taylor
- Ian Gleeson
- Michael Burgoine

Die Spieler starteten in der Vorrunde oder in der 1. Runde.
Speedy Qualifiers
- Paul Amos
- Andy Murray
- Ryan Murray
- Nicky Denoon
- Craig McCaskill
- Kirk Gordon
- Jon Farmer
- Mark Spencer
- Alan Casey
- Bob Crawley
- Gary Ettridge
- Jon Jukes
- Michael Wiles
- Thomas Sandwell
- Dave Solly
- Danny Dutson
- Mick Hayward
- Steve Service
- Steve Mason
- Paul Whitworth
- David Pallett
- Paul Harvey
- Lee Russell
- Steve Werrett
- Paul Boulton
- Glenn Miller
- Ben Johnson
- Paul Critchley
- Andy Melling
- Mark Kelly
- Darrin Pugh
- Stuart Daniels

Die Spieler starteten in der Vorrunde oder in der 1. Runde.

## Ergebnisse

### Vorrunde
| Spieler 1        | Erg. | Spieler 2        |  | Spieler 1       | Erg. | Spieler 2       |
| ---------------- | ---- | ---------------- |  | --------------- | ---- | --------------- |
| Paul Amos        | 4–0  | Gary Ettridge    |  | Nigel Heydon    | 4–0  | Paul Critchley  |
| Ben Johnson      | 0–4  | Stuart Daniels   |  | Steve Farmer    | 1–4  | Jamie Lewis     |
| Joey Palfreyman  | 4–3  | Tom Gregory      |  | Jason Wilson    | 1–4  | Bernd Roith     |
| Kirk Gordon      | 0–4  | Kevin McDine     |  | David Pallett   | 2–4  | Jerry Hendriks  |
| Steve Brown      | 4–2  | Michael Barnard  |  | Harry Miles     | 4–0  | Andy Melling    |
| Steve Beaton     | 2–4  | Jon Jukes        |  | Steve Hine      | 4–3  | Jamie Hughes    |
| Josh Jones       | 4–0  | Mark Spencer     |  | Arron Monk      | 4-3  | Paul Boulton    |
| Gareth Cousins   | 4–0  | Ben Burton       |  | Geoff Heath     | 4–0  | Darrin Pugh     |
| Steve Maish      | 4–2  | Dave Solly       |  | Ted Hankey      | 4–0  | Danny Dutson    |
| Adam Smith-Neale | 4–3  | Rob Hawker       |  | Gus Santana     | 2–4  | Andy Jenkins    |
| Andy Parsons     | 3–4  | Dean Stewart     |  | Steve Service   | 1–4  | Damien Sherwood |
| Marc Dewsbury    | 3–4  | Stephen Hardy    |  | John Scott      | 2–4  | Brian Woods     |
| Denis Ovens      | 4–1  | Craig McCaskill  |  | John Nelson     | 4–3  | Ross Smith      |
| Glen Durrant     | 0–4  | Stephen Bunting  |  | Mark Lawrence   | 4–1  | Jamie Robinson  |
| Steve Werrett    | 0–4  | Mark Barilli     |  | Davey Dodds     | 4–1  | Alan Casey      |
| Tony Littleton   | 4–2  | Nicky Denoon     |  | Adrian Gray     | 3–4  | Steve Evans     |
| Glenn Miller     | 1–4  | Mark Frost       |  | Mark Layton     | 4–2  | Michael Wiles   |
| Gino Vos         | 4–2  | Paul Harvey      |  | Scott Robertson | 4–1  | Mick Todd       |
| Lee Bryant       | - 1  | John Henderson   |  | Sam Hill        | 4–1  | Jamie Ellam     |
| Tony Broughton   | 3–4  | Tony Cooper      |  | Scott Taylor    | 1–4  | Lee Russell     |
| Tony West        | 2–4  | Michael Burgoine |  | Kevin Simm      | 4–0  | Mick Hayward    |
| Connie Finnan    | - 2  | Andy Murray      |  | Stuart Anderson | 2–4  | Joe Murnan      |
| Ian Gleeson      | 3–4  | Kevin Rimmer     |  | Terry Temple    | 4–2  | Matt Clark      |
| Andrew Cornwall  | 3–4  | John Bowles      |  | Dan Russell     | 4–2  | Toon Greebe     |
| Dyson Parody     | 4–0  | Steve Mason      |  | Dave Ladley     | 0–4  | Liam Kelly      |

### 1. Runde
| Spieler 1       | Erg. | Spieler 2        |  | Spieler 1       | Erg. | Spieler 2        |
| --------------- | ---- | ---------------- |  | --------------- | ---- | ---------------- |
| Stuart Daniels  | 0–4  | Adam Smith-Neale |  | Geoff Heath     | 3–4  | Paul Amos        |
| Mark Lawrence   | 2–4  | Stephen Bunting  |  | Andy Roberts    | 3–4  | John Bowles      |
| Bernd Roith     | 2–4  | Wayne Jones      |  | John Nelson     | 1–4  | Denis Ovens      |
| Liam Kelly      | 4–2  | Shayne Burgess   |  | Dean Stewart    | 4–1  | Brian Woods      |
| Mark Barilli    | 4–3  | Bob Crawley      |  | Thomas Sandwell | 0–4  | Steve Hine       |
| Gino Vos        | 3–4  | Mark Layton      |  | Paul Whitworth  | 2–4  | Steve Evans      |
| Mark Frost      | 1–4  | Tony Cooper      |  | Jon Farmer      | 2–4  | Tony Littleton   |
| Jason Crawley   | 4–1  | Kevin Simm       |  | Gareth Cousins  | 4–2  | Michael Burgoine |
| Ted Hankey      | 4–1  | Andy Jenkins     |  | Jon Jukes       | 3–4  | Davey Dodds      |
| Joe Murnan      | 4–1  | Dan Russell      |  | Terry Temple    | 4–0  | Mark Kelly       |
| Scott Robertson | 4–1  | Sam Hill         |  | Jon Bott        | 4–2  | Josh Jones       |
| John Henderson  | 4–3  | Joey Palfreyman  |  | Stephen Hardy   | 4–2  | Ryan Murray      |
| Arron Monk      | 4–3  | Jerry Hendriks   |  | Andy Murray     | 4–1  | Damien Sherwood  |
| Dyson Parody    | 4–2  | Kevin Rimmer     |  | Kevin McDine    | 4–2  | Steve Brown      |
| Jamie Lewis     | 4–1  | Mark Stephenson  |  | Lee Russell     | 1–4  | Nigel Heydon     |
| Steve Maish     | 2–4  | Adam Hunt        |  | Paul Nicholson  | 4–2  | Harry Miles      |

### 2. Runde
| Spieler 1      | Erg. | Spieler 2        |  | Spieler 1        | Erg. | Spieler 2       |
| -------------- | ---- | ---------------- |  | ---------------- | ---- | --------------- |
| Stephen Hardy  | 1–4  | William O’Connor |  | Andy Murray      | 3–4  | Scott Rand      |
| Jelle Klaasen  | 4–3  | Dyson Parody     |  | John Henderson   | 2–4  | Colin Osborne   |
| Nigel Heydon   | 4–1  | John Bowles      |  | Andy Brown       | 0–4  | Peter Wright    |
| Dean Stewart   | 4–1  | Adam Smith-Neale |  | Steve Evans      | 3–4  | Roland Scholten |
| Arron Monk     | 4–1  | Adam Hunt        |  | Mark Hylton      | 4–0  | Antonio Alcinas |
| Paul Nicholson | 4–3  | Tony Cooper      |  | Devon Petersen   | 4–0  | Andrew Gilding  |
| Mark Webster   | 4–3  | Johnny Haines    |  | Steve Hine       | 1–4  | Terry Temple    |
| Jason Crawley  | 4–3  | Mark Walsh       |  | James Richardson | 1–4  | Jim Walker      |
| Stuart White   | 2–4  | Davey Dodds      |  | Liam Kelly       | 1–4  | Stuart Kellett  |
| Matthew Edgar  | 0–4  | Kevin McDine     |  | Peter Hudson     | 4–0  | Jamie Lewis     |
| Co Stompé      | 0–4  | Alan Tabern      |  | Mervyn King      | 4–1  | Ted Hankey      |
| Wayne Jones    | 3–4  | Paul Amos        |  | Darren Johnson   | 0–4  | Michael Mansell |
| Prakash Jiwa   | 2–4  | Mark Barilli     |  | Denis Ovens      | 4–1  | Joe Murnan      |
| Alex Roy       | 2–4  | Gareth Cousins   |  | Keith Stephen    | 3–4  | Scott Robertson |
| Mareno Michels | 2–4  | Shaun Griffiths  |  | James Wade       | 4–3  | Stephen Bunting |
| Jon Bott       | 2–4  | Ronnie Baxter    |  | Tony Littleton   | 3–4  | Mark Layton     |

### 3. Runde
| Spieler 1             | Erg. | Spieler 2       |  | Spieler 1        | Erg. | Spieler 2             |
| --------------------- | ---- | --------------- |  | ---------------- | ---- | --------------------- |
| Kevin McDine          | 1–9  | Adrian Lewis    |  | Andy Smith       | 9–6  | Scott Rand            |
| Mervyn King           | 9–3  | Gareth Cousins  |  | Kevin Painter    | 8–9  | Arron Monk            |
| Ronnie Baxter         | 9-6  | Devon Petersen  |  | Roland Scholten  | 7–9  | Phil Taylor           |
| Mark Webster          | 7–9  | Robert Thornton |  | Paul Amos        | 6–9  | Vincent van der Voort |
| Gary Anderson 3       | 9–3  | Davey Dodds     |  | Kevin Dowling    | 4–9  | Dennis Priestley      |
| Paul Nicholson        | 9–7  | Michael Mansell |  | Mark Jones       | – 4  | Dennis Smith          |
| Scott Robertson       | 2–9  | Justin Pipe     |  | William O’Connor | 3–9  | Michael van Gerwen    |
| Dean Stewart          | 3–9  | Denis Ovens     |  | Jason Crawley    | 5–9  | Dean Winstanley       |
| Peter Wright          | 9–7  | John Part       |  | Peter Hudson     | 4–9  | Kim Huybrechts        |
| Dave Chisnall         | 9–7  | Mark Layton     |  | Nigel Heydon     | 4–9  | Colin Osborne         |
| Ian White             | 8–9  | Richie Burnett  |  | Michael Smith    | 7–9  | Darren Webster        |
| Raymond van Barneveld | 9–3  | Jelle Klaasen   |  | Wes Newton       | 9–1  | Shaun Griffiths       |
| Jamie Caven           | 9–6  | Alan Tabern     |  | Mark Hylton      | 9–6  | Stuart Kellett        |
| Terry Temple          | 6–9  | Simon Whitlock  |  | James Hubbard    | 6–9  | Terry Jenkins         |
| Jim Walker            | 4–9  | Joe Cullen      |  | James Wade       | 5–9  | Colin Lloyd           |
| Richie Howson         | 2–9  | Andy Hamilton   |  | Mark Barilli     | 8–9  | Brendan Dolan         |

### 4. Runde
| Spieler 1             | Erg. | Spieler 2             |  | Spieler 1        | Erg. | Spieler 2       |
| --------------------- | ---- | --------------------- |  | ---------------- | ---- | --------------- |
| Colin Lloyd           | 8–9  | Joe Cullen            |  | Justin Pipe      | 5–9  | Simon Whitlock  |
| Richie Burnett        | 4–9  | Peter Wright          |  | Paul Nicholson   | 9–3  | Arron Monk      |
| Vincent van der Voort | 7–9  | Kim Huybrechts        |  | Colin Osborne    | 1–9  | Phil Taylor     |
| Mark Hylton           | 7–9  | Jamie Caven           |  | Dennis Smith     | 5–9  | Dave Chisnall   |
| Brendan Dolan         | 8–9  | Denis Ovens           |  | Dennis Priestley | 9–8  | Andy Smith      |
| Darren Webster        | 6–9  | Ronnie Baxter         |  | Robert Thornton  | 9–7  | Gary Anderson   |
| Andy Hamilton         | 5–9  | Raymond van Barneveld |  | Terry Jenkins    | 9–3  | Dean Winstanley |
| Michael van Gerwen    | 9–7  | Mervyn King           |  | Wes Newton       | 9–7  | Adrian Lewis    |

### Achtelfinale
| Spieler 1             | Erg. | Spieler 2        |
| --------------------- | ---- | ---------------- |
| Michael van Gerwen    | 7–9  | Terry Jenkins    |
| Robert Thornton       | 9–5  | Dennis Priestley |
| Dave Chisnall         | 9–5  | Simon Whitlock   |
| Joe Cullen            | 8–9  | Jamie Caven      |
| Phil Taylor           | 9–4  | Ronnie Baxter    |
| Denis Ovens           | 9–8  | Paul Nicholson   |
| Raymond van Barneveld | 9–8  | Peter Wright     |
| Kim Huybrechts        | 8–9  | Wes Newton       |

### Viertelfinale
| Spieler 1       | Erg. | Spieler 2             |
| --------------- | ---- | --------------------- |
| Robert Thornton | 10–8 | Wes Newton            |
| Dave Chisnall   | 10–5 | Raymond van Barneveld |
| Phil Taylor     | 10–5 | Terry Jenkins         |
| Denis Ovens     | 10–6 | Jamie Caven           |

### Halbfinale und Finale
|  | Halbfinale            | Halbfinale |                       |                   | Finale | Finale |
|  |                       |            |                       |                   |        |        |
|  |                       |            |                       |                   |        |        |
|  | Robert Thornton 97.72 | 10         |                       |                   |        |        |
|  | Dave Chisnall 95.01   | 4          |                       |                   |        |        |
|  |                       |            | Robert Thornton 95.44 | 11                |        |        |
|  |                       |            |                       | Phil Taylor 98.58 | 5      |        |
|  | Phil Taylor 101.22    | 10         |                       |                   |        |        |
|  | Denis Ovens 86.14     | 2          |                       |                   |        |        |
|  |                       |            |                       |                   |        |        |